# بیلی آیلیش: جهان کمی تار است
بیلی آیلیش: جهان کمی تار است (انگلیسی: Billie Eilish: The World's a Little Blurry) یک فیلم مستند آمریکایی در سال ۲۰۲۱ به کارگردانی آر. جی. کاتلر و حول حرفهٔ خواننده-ترانه‌پرداز آمریکایی بیلی آیلیش است. این فیلم پشت صحنهٔ روند ایجاد نخستین آلبوم استودیویی آیلیش وقتی همه می‌خوابیم، کجا می‌ریم؟ با ارجاع به عنوان آلبوم از متن قطعه «ایلومیلو» از آلبوم را نشان می‌دهد.
این فیلم در ۲۶ فوریه ۲۰۲۱ در سینماهای منتخب از طریق نئون و از طریق اپل تی‌وی پلاس اکران شد.

## ساخت
ضبط این فیلم از سال ۲۰۱۸ آغاز شد و در اوایل سال ۲۰۲۰ به پایان رسید. در دسامبر ۲۰۱۹ هالیوود ریپورتر نوشت که این فیلم با بودجه ای بین ۱ تا ۲ میلیون دلار ساخته شده‌است. این مجله همچنین ادعا کرد که این فیلم قبل از خرید توسط اپل تی‌وی پلاس، ۲۵ میلیون دلار ارزش داشت، اما بعداً این ادعا توسط تیم آیلیش رد شد.